# Innocente. Una storia vera
Innocente. Una storia vera (titolo originale: The Innocent Man: Murder and Injustice in a Small Town) è un romanzo scritto dal celebre autore di gialli giudiziari John Grisham.

## Trama
Il libro, a differenza degli altri romanzi dello stesso autore, mette a tema una vicenda realmente accaduta: l'ingiusta accusa e in seguito condanna a morte per omicidio di primo grado nei confronti di Ronald Keith Williamson, un aspirante e, a suo tempo, promettente giocatore di baseball originario della cittadina di Ada nell'Oklahoma. A lui e al suo amico Dennis Fritz, venne attribuito l'assassinio di Debbie Carter, una ragazza ventunenne della stessa città, che venne trovata morta strangolata, con evidenti segni di una precedente colluttazione, all'interno del suo appartamento la notte del 7 dicembre 1982.

## Edizioni
- John Grisham, Innocente. Una storia vera, traduzione di Annamaria Biavasco, collana Omnibus, Arnoldo Mondadori, novembre 2006,  p. 332, ISBN 88-04-55994-2.